# Rudolf Mareš
Rudolf Mareš (22. prosince 1909 ve Štokách u Havlíčkova Brodu – 20. října 1944 v Praze) byl za protektorátu jedním z vedoucích funkcionářů ilegální organizace Ústřední vedení odboje domácího (ÚVOD) a působil též v odbojové organizaci Petiční výbor Věrni zůstaneme (PVVZ). Spolupracoval rovněž úzce s Třemi králi – zpravodajsko-sabotážní skupinou Obrany národa (ON), jejíž jádro bylo tvořeno podplukovníkem Josefem Balabánem, podplukovníkem Josefem Mašínem a štábním kapitánem Václavem Morávkem.

## Mládí, studia, zaměstnání do roku 1939
Rudolf Mareš pocházel z chudé česko-německé rodiny. Jeho otec byl Čech, matka byla Němka. Ze začátku pracoval jak dobrovolný nehonorovaný pracovník, připravující se na své povolání (tzv. volontér) u okresního soudu, ale ve svých 26 letech (v roce 1925) získal místo úředníka v Praze. Po maturitě byl přijat na Právnickou fakultu Univerzity Karlovy. Jako sekretáře pražského ústředí YMCA jej 1. srpna 1938 přijal Dr. Miloslav Kohák. S Ludmilou Gattermannovou se oženil v lednu 1938. Syn Tomáš spatřil světlo světa den před osudným 15. březnem 1939.

## Vyznání, ideové směrování, aktivity
Rudolf Mareš byl věřící, vyznání českobratrského evangelického. Myšlenkově byl blízko T. G. Masarykovým humanisticko-demokratickým idejím. Byl „junákem Ligy lesní moudrosti“ (člen hnutí woodcraft). Z titulu své funkce tajemníka Kostnické jednoty organizoval 7. mezinárodní kongres Světové protestantské ligy.

## Rudolf Mareš v odboji (krátký přehled)
Na podzim roku 1939 (dne 22. října) se Rudolf Mareš v Národním domě na Vinohradech účastnil jedné z porad představitelů tří hlavních organizací a dalších autonomních skupin národního odboje.
Rudolfa Mareše získal pro odboj Jaroslav Šimsa ještě v roce 1939 a po Šimsově zatčení (27. února 1940) přešel Mareš koncem února 1940 do ilegality. Po Šimsově zatčení také začala Marešova spolupráce (prostřednictvím Dr. Miloslava Koháka) s Doc. Vladimírem Krajinou.
Rudolf Mareš za protektorátu působil ve funkci sekretáře křesťanského sdružení mladých mužů – organizace Akademická YMCA (Young Men's Christian Association – křesťanské sdružení mladých mužů) jako vedoucí chlapeckého oddělení v Praze. Marešova kancelář v budově pražské YMCY byla centrem odbojové činnosti a sloužila zároveň i jako překladiště ilegálních tiskovin (časopis V boj, "detektivky").
V odboji používal krycí jméno "Lišák" (a mnoho dalších). Spolupracoval s Jaroslavem Šimsou, Františkem Andrštem (Malinou), Ing. Josefem Friedlem, JUDr. Karlem Bondym, Doc. PhDr. Josefem Fischerem, Antonínem Hamplem, podplukovníkem Štěpánem Adlerem, podplukovníkem Josefem Mašínem, podplukovníkem Václavem Novákem a dalšími odbojáři.
Po zatčení podplukovníka generálního štábu Štěpána Adlera (7. prosince 1939) se stal odpovědným za ilegální rádiové spojení domácího odboje s exilovou vládou v Londýně. Pro tuto práci spolupracoval s řadou vlasteneckých odbojových radiotelegrafistů, jakými byli hlavně André Regenermel, Jindřich Klečka, Otto Linhart a František Peltán. Kromě této činnosti se zabýval výrobou a rozšiřováním nelegálních odbojářských časopisů V boj a Český kurýr; udržoval spojení pražského odboje s venkovem. Od Velikonoc roku 1940 se ukrýval více než dva roky v ilegalitě. Život a činnost „ilegála“ v „podzemí“ byla značně riskantní, záležela mnohdy na vrtkavé náhodě, na dodržování konspiračních pravidel nejen jeho samotného, ale i jeho nejbližších spolupracovníků. Pro Rudolfa Mareše skončila jeho "anabáze v podzemí" 12. července 1942 v Kinského zahradě v Praze.

## Aktivity v odboji (podrobněji)

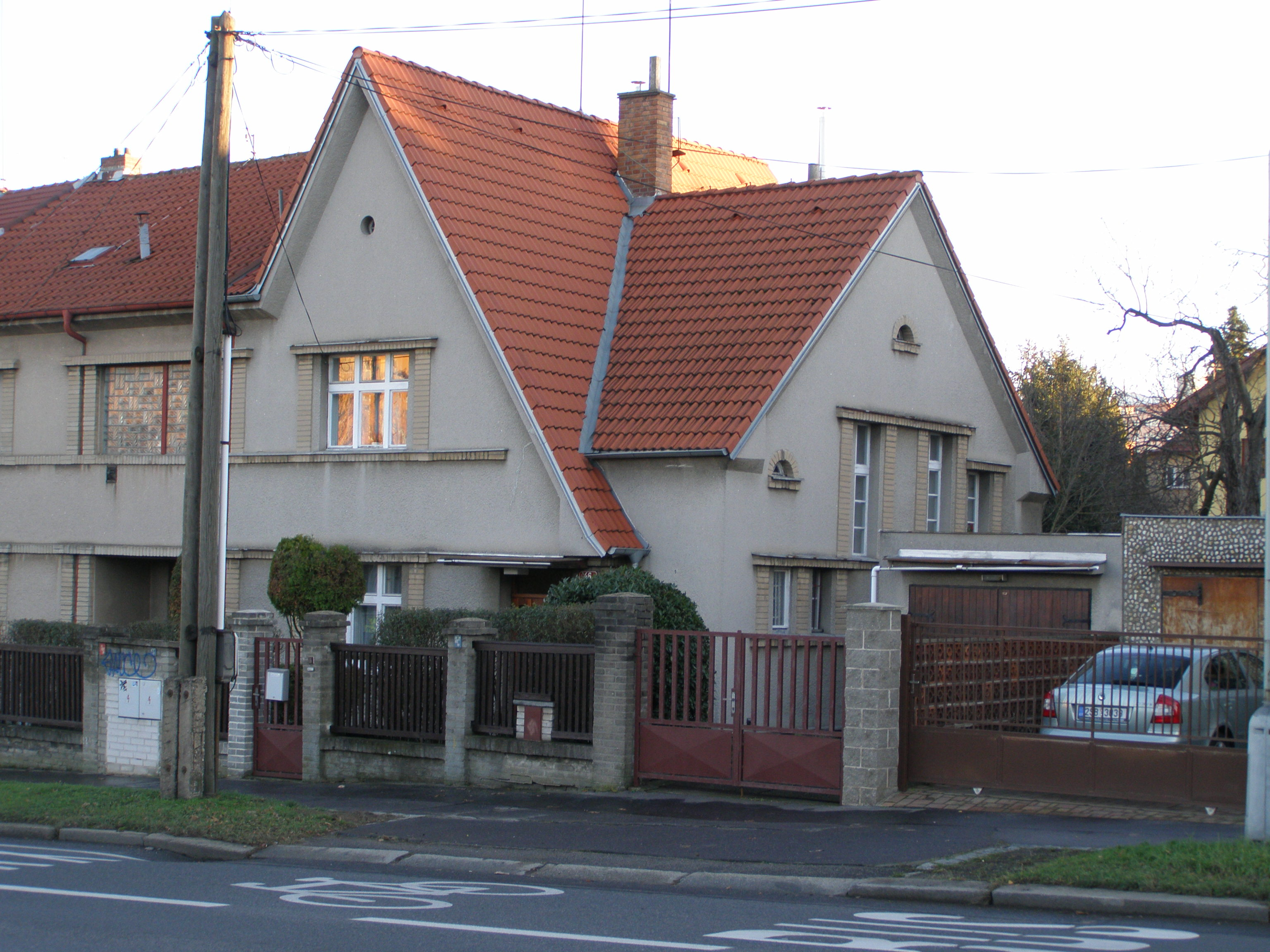
Rodinná vila ve Lhotce-Zálesí
odkud unikl zatčení
Rudolf Mareš na jaře 1940

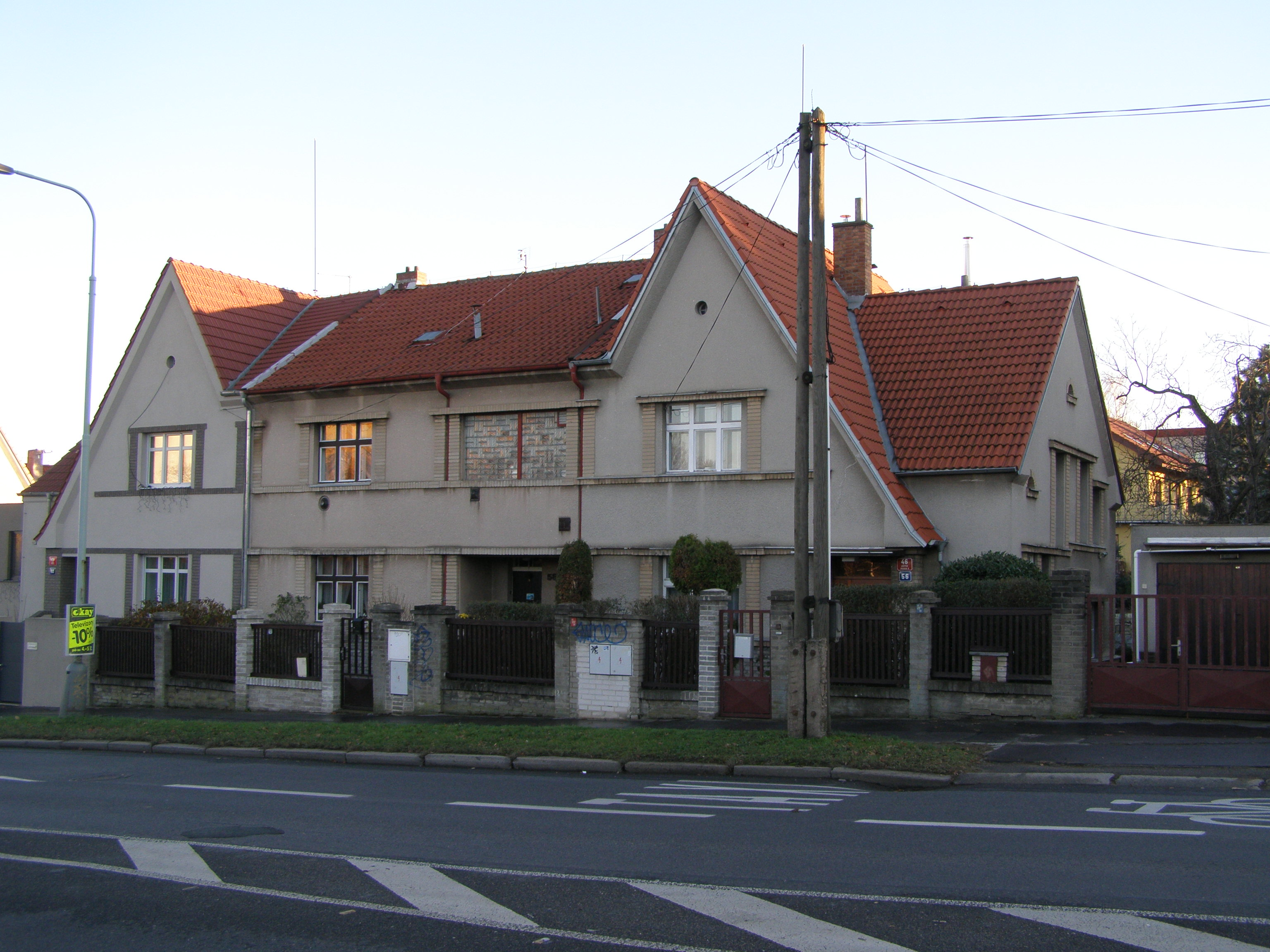
Rodinná trojitá vila ve Lhotce-Zálesí, kde v prostředním domku bydlel Marešův soused odbojář Ing. Josef Friedl

Ilegální činnost odbojářů pocházejících z okruhu vedoucích funkcionářů organizace YMCA měla dva směry:
- Pomáhali organizovat odbojovou činnost v centru PVVZ a ÚVOD.
- Založili a přímo řídili domažlickou a turnovskou místní skupinu PVVZ.

Výrazná aktivita v odboji od jeho počátku patřila dvěma sekretářům YMCA – Dr. Rudolfu Marešovi a Dr. Jaroslavu Valentovi. Oba se podíleli na zabezpečení radiového spojení s Londýnem.
Na jaře roku 1941 provedlo gestapo (koncem dubna) rozsáhlé zatýkání při kterém byl zatčen mimo jiné i František Andršt. Po zatčení podplukovníka Josefa Balabána (22. dubna 1941) a Dr. Václava Holého  (23. dubna 1941) se na jaře roku 1941 dostali Jaroslav Valenta a Rudolf Mareš do bližšího odbojového kontaktu s Doc. Vladimírem Krajinou. Mareš se tak dostal do role nejbližšího Krajinova spolupracovníka. Po zatčení podplukovníka generálního štábu Štěpána Adlera (7. prosince 1939) se stal Rudolf Mareš odpovědným za ilegální rádiové spojení domácího odboje s exilovou vládou v Londýně. Bylo hlavně Marešovou a Valentovou zásluhou, že se spojení s Londýnem podařilo udržet (byť s občasnými výpadky) až do přepadení SSSR Německem (22. června 1941) a i po tomto datu.
V ilegalitě Mareš působil od jara 1941 pod různými krycími jmény (Lišák, Liška, Malý, Slabý, Kovařík, Železný) Pracoval jako pomocník profesora Josefa Fischera a jako jeho hlavní spojka. Dobrý organizátor Mareš byl vedle Františka Andršta, JUDr. Karla Bondyho a Ing. Josefa Friedla jedním z hlavních budovatelů sítě PVVZ. Františku Andrštovi pomáhal Mareš v organizování sociální péče o rodiny lidí zatčených gestapem. Mareš pracoval v tzv. "podpůrné" skupině PVVZ, kde převzal po Šimsovi péči o rodinné příslušníky zatčených odbojářů, kterým rozděloval prostředky podpory. Přes Františka Andršta se Mareš seznámil i s plukovníkem Josefem Churavým – zástupcem Obrany národa (ON) v ilegální organizaci PVVZ.
Rudolf Mareš měl přímý vliv na "vlastní odbojovou síť YMCA". Ta byla tvořena rozsáhlou sítí spolupracovníků z řad Evangelické církve českobratrské a Jednoty bratrské s jejím ústředím v Turnově. Kromě toho měl Mareš spojení s ilegální skupinou utvořenou kolem ministerského rady, pracovníka hospodářské správy Karla Strnada z kanceláře prezidenta republiky na Pražském hradě.
Vydávání ilegálního časopisu Český kurýr pomáhal Ing. Miroslavu Satranovi technicky zabezpečovat právě Rudolf Mareš. (Mareš se stal "spojkou" mezi tímto časopisem a PVVZ). Pro Rostislava Korčáka (vydavatele Českého kurýra) získával Rudolf Mareš záznamy rozhlasových vysílání z Anglie jakož i zprávy ze sítě domácích zpravodajců.
Počátkem října (v noci ze 3. na 4. října 1941) roku 1941 odhalilo gestapo ilegální radiostanici Sparta operující na okraji Prahy – v Jinonicích. Zátahem na jinonický akcíz se rozběhlo rozsáhlé zatýkání. Rudolf Mareš setrval v Praze ještě několik dnů, ale po zatčení plukovníka Josefa Churavého dne 9. října 1941 ve 21 hodin na nábřeží Na Františku bylo zřejmé, že se gestapo dostává opět k jádru organizace ÚVOD. Pobyt v Praze se stal pro Rudolfa Mareše riskantní, a proto se na podzim roku 1941 přesunul na Turnovsko. Tady mu bratři z Jednoty bratrské našli ilegální úkryt u bývalého legionáře Jana Šourka v Konicích. Po nějaké době se ale Mareš opět vrátil do Prahy.

### Ilegální odbojové úkryty R. Mareše v Praze
Rudolf Mareš se během svého „ponoru do ilegality“ skrýval u příslušníků Evangelické církve českobratrské a Jednoty bratrské na Podkrkonošsku, v Praze, v Plzni (tady se staral o skupinu „Vašek-Čeněk“). Také se skrýval na Turnovsku a Novopacku.
| Adresa                                         | Období    | Popis |
| ---------------------------------------------- | --------- | --- |
| 142 00 Praha 4 – Lhotka, Zálesí 46/56          | jaro 1940 | V této rodinné vilce bydlel za protektorátu Rudolf Mareš se svojí manželkou Ludmilou a jednoročním synem Tomášem u své tchyně a tchána. Na jaře 1940 (o Velikonocích) se ho zde pokusilo gestapo zatknout, ale Rudolfu Marešovi se podařilo uprchnout. Vyskočil z pokoje oknem a unikl přes zahradu do sousedního domku. To byl de facto počátek jeho pobytu a práce v "podzemí" (ilegalitě). |
| 130 00 Praha 3 – Žižkov, Sudoměřská 1619/38    | 1941      | V letech 1939 až 1941 sloužila krejčovská dílna jako zpravodajská ilegální přepážka ÚVODu. Dílnu vlastnil a na této adrese bydlel krejčí Václav Jelínek. V jeho bytě se v roce 1941 skrýval Rudolf Mareš. |
| 186 00 Praha 8 – Karlín, Lyčkovo náměstí 481/4 | 1941      | V bytě Antonie Hornofové a její sestry Marie Hornofové se v roce 1941 ukrýval Rudolf Mareš. |
| 153 00 Praha 5 – Radotín, Na Betonce 668/14    | 1942      | V budově evangelické fary se (s vědomím vikáře Jiřího Rumla) ukrýval v roce 1942 Rudolf Mareš. Při svém pobytu v „podzemí“ (za heydrichiády) Rudolf Mareš také nějaký čas využíval ochranu radotínské ilegální vojenské skupiny. Zde se ukrýval určitou dobu v bytě Jaroslava Matějovského, na evangelické faře u vikáře Jiřího Rumla a nejdéle pak u učitelky Bezděkové-Novákové. V Radotíně používal Mareš krycí jména "Ruda" nebo "Slabý". V Radotíně se také nějaký čas ukrývala i jeho manželka Ludmila Marešová. |
| 170 00 Praha 7 – Holešovice, V háji 1243/35    |           | V bytě manželů Františka Drašnera a Vilemíny Drašnerové (oba byli významní členové ilegální organizace ÚVOD) se ukrýval Rudolf Mareš. Zde se ukrývala řada odbojářů, mezi nimi například (v létě 1941) i Vladimír Krajina. |
| 101 00 Praha 10 – Vršovice, Mexická 641/4      |           | V domě bydlela spolupracovnice ÚVODu (spojka) Zdeňka Paková. V bytě krátce ukrývala Rudolfa Mareše i radiotelegrafistu Františka Peltána. |

### Aktivity R. Mareše v Praze
| Adresa                                         | Období            | Popis |
| ---------------------------------------------- | ----------------- | --- |
| 110 00 Praha 1 – Nové Město, Na Poříčí 1041/12 | 1939–1940         | V budově sídlilo křesťanské sdružení mladých mužů tzv. Akademická YMCA. Z řad členů této organizace pocházelo mnoho odbojářů. Budova byla od počátku okupace místem ilegálních (konspiračních) schůzek. Nějaký čas byl v budově tištěn ilegální časopis Český kurýr a také několik čísel nelegálního časopisu V boj. Rudolf Mareš byl zaměstnancem Akademické YMCA a v distribuci výtisků se významnou měrou angažoval. |
| 130 00 Praha 3 – Vinohrady, Korunní 1151/67    | 1940              | V kavárně Zdar se uskutečnila první schůzka Rostislava Korčáka (vydavatel ilegálního časopisu Český kurýr) a Rudolfa Mareše (tou dobou již v ilegalitě). Na schůzce byla domluvena spolupráce při přípravě časopisu a při jeho ilegální distribuci. |
| 110 00 Praha 1 – Nové Město, Jungmannova 32/25 | 1940 a 1941       | V letech 1940 a 1941 v obchodě s kartáči a hřebeny fungovala důležitá zpravodajská přepážka. Zde si vyměňovali informace ilegálové z okruhu vydavatelů časopisu Český kurýr a členové PVVZ. Do října 1941 sloužil obchod ke schůzkám vedoucích představitelů ÚVODu a ostatních odbojářů. Sem pravidelně docházel i Rudolf Mareš.                                                                                        |
| 10 00 Praha 1 – Nové Město, Soukenická 1193/15 | Konec března 1942 | Koncem března roku 1942 se v noclehárně Křesťanského spolku mladíků krátce ukrýval odbojář Jan Smudek na svém útěku z Domažlicka. Rudolf Mareš a Pravdomil Hušek zprostředkovali tento Smudkův úkryt. |

### Prozrazení
Koncem června 1942 odjel z Plzně do Prahy vyzvednout novou radiostanici odbojář JUC. Vítězslav Dvořák. Gestapo Dvořáka v Praze zatklo 30. června 1942 a podrobilo intenzivnímu výslechu. Když hlavní organizátor ilegální odnože ÚVODu v západních Čechách MUC. Václav Rusý nedostal ani do 3. července 1942 od Dvořáka žádnou zprávu, vydal se vlakem z Plzně do Prahy, aby zjistil příčinu Dvořákova pražského zdržení. Při návratu z Prahy byl Rusý ještě téhož dne (3. července 1942) zatčen gestapem u východu z Plzeňského nádraží, převezen do Prahy a podroben krutému výslechu. Během něho prozradil čas a místo své schůzku s vedoucím radioskupiny ÚVODu Rudolfem Marešem a radiotelegrafistou Františkem Peltánem.

### Zatčení
Dne 8. července 1942 v doprovodu kazatele a faráře Jednoty bratrské Pavla Glose navštívil Rudolf Mareš Doc. Vladimíra Krajinu, aby jej informoval o tom, že gestapo zatklo Dr. Jaroslava Valentu (28. května 1942 v 04:30) při prohlídce bytu Jaroslava Šimsy a aby se (Mareš s Krajinou) dohodli o dalším společném postupu. Místo a ani čas schůzky s radiotelegrafistou Františkem Peltánem a MUC. Václavem Rusým ale Mareš nezměnil a o tři dny později tak padl do gestapem nastražené léčky.
V noci z 11. července 1942 na 12. července 1942 na místě schůzky v Kinského zahradě v Praze čekali Peltán s Marešem na Rusého (tou dobou už zatčeného gestapem) u vchodu do Seminářské zahrady. Poté, co vytušili, že něco není jak má být, pokusili se uniknout, ale zjistili, že padli do léčky a jsou v obklíčení gestapa. Peltán zahájil střelbu, ale zakrátko byl sám zasažen. Šestadvacetiletý kriminální asistent Klaus Winkler (* 2. dubna 1916) jedním z výstřelů zasáhl Mareše do břišní krajiny. Na konci přestřelky zůstali Peltán i Mareš těžce raněni. František Peltán utrpěl průstřel hlavy a byl bezprostředně po přestřelce odvezen do SS lazaretu v Praze-Podolí. Zde 20. července 1942 (aniž nabyl vědomí) na následky svého těžkého zranění zemřel. Těžce zraněný Rudolf Mareš se po přestřelce neúspěšně pokusil o sebevraždu jedem (byl těžce postřelen a nepodařilo se mu v ústech rozlomit ampulku s jedem). V SS lazaretu byl sice hospitalizován, ale namísto léčení byl trýzněn.
Kriminální zaměstnanec pražského gestapa SS-Sturmscharführer Hans Siebert spolu s kriminálním zaměstnancem Aloisem Schmalstiegem sypali do nezhojených ran Rudolfa Mareše sůl a pepř. Také zapisovali pečlivě vše, co zmučený Mareš v bolestech a horečnatém spánku říkal.
Z SS lazaretu jej (po částečném uzdravení) převezli do nemocnice na Pankrác a počátkem září 1942 se ocitl na cele číslo 185 ve věznici na Pankráci. . V červnu 1944 byl Mareš nakrátko odsunut do neblaze proslulé věznice gestapa – Malé pevnosti Terezín. Pak se opět do pankrácké věznice vrátil. Zůstal na cele číslo 57 až do začátku září 1944, kdy byl odveden do vazby k Sondergerichtu (tzv. "Zvláštní soud"). Rudolf Mareš byl v součtu vězněn 27 měsíců.
Jednoho dne koncem srpna roku 1944 byla náhle předvolána celá Marešova odbojová skupina k výslechu. Všichni dostali dvě otázky: Nosil jste u sebe zbraň? Poslouchal jste cizí rozhlas? Na první otázku odpověděl Rudolf Mareš záporně, na druhou kladně v domnění, že poslech rozhlasu byl drobností oproti skutečnostem, které mu byly dávány za vinu a o které se vyšetřovatelé dosud zajímali. K jeho velkému údivu ale gestapo odsunulo stranou ostatní delikty, které měly být soudně projednávány a Sondergericht odsoudil Mareše k trestu smrti za poslech cizího rozhlasu. 

### Poprava

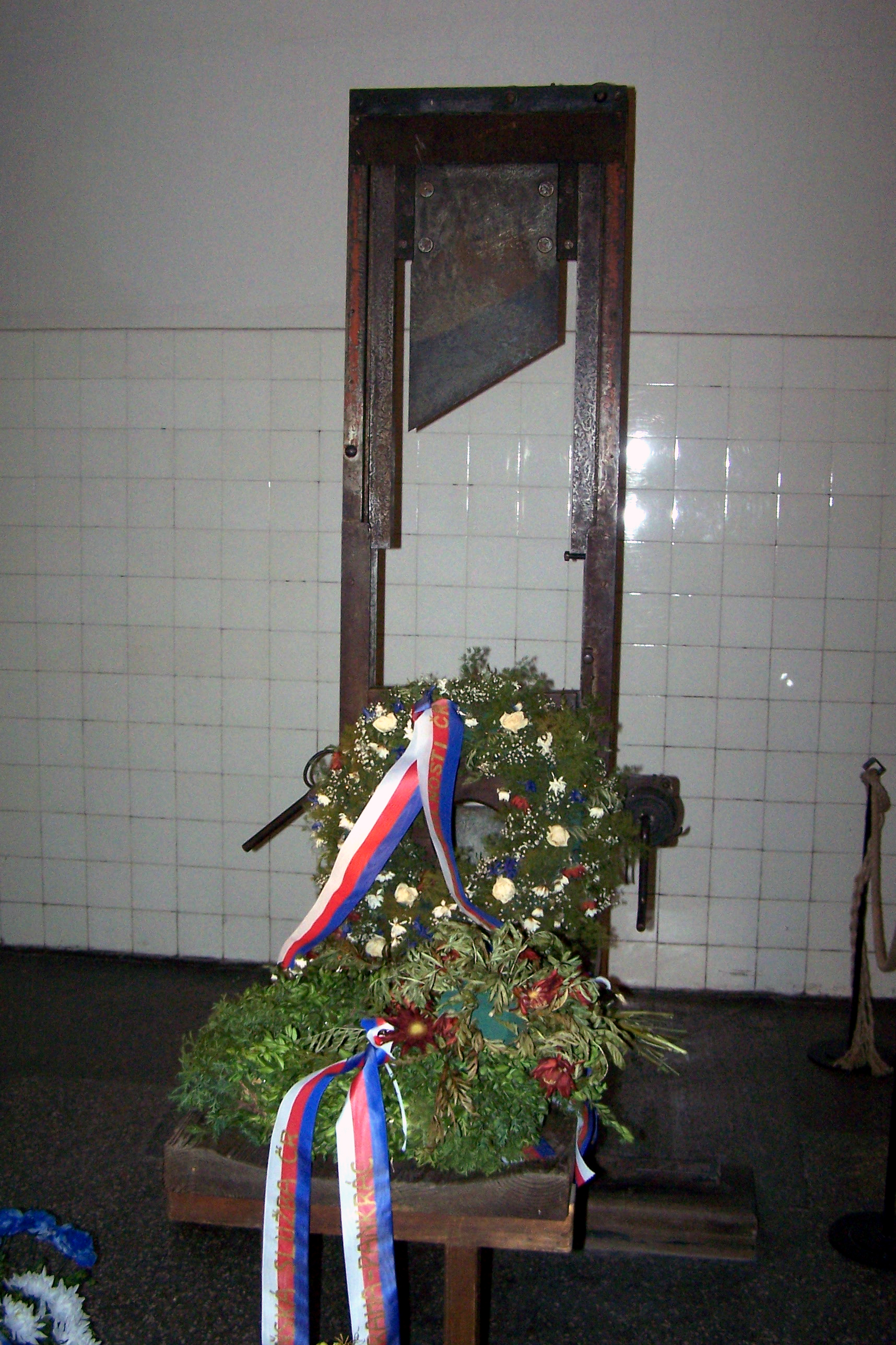
Gilotina, kterou byl Rudolf Mareš a další příslušníci odboje popraveni

Rudolf Mareš byl popraven v pátek dne 20. října 1944 v 16:00 v sekyrárně Pankrácké věznice v Praze. Společně s ním byli téhož dne a prakticky ve stejnou hodinu (16:00) popraveni:
- MUC. Václav Rusý (vedoucí osobnost ilegální organizace ÚVODu v západních Čechách),[1]
- JUC. Vítězslav Dvořák (právní úředník na poštovním ředitelství v Praze, levicový odbojář, jedna z vůdčích osobností Ústředního vedení odboje domácího),[1]
- Bedřich Linhart (tlumočník v Petschkově paláci pracující ve prospěch československého odboje),[1]
- a štábní kapitán Miroslav Šára (starší) (vedoucí odbojové skupiny KOS).[1]

"Jdu do věčného klidu a Vás prosím, abyste za mne žili a radovali se, neboť svět má velké bolesti, ale je také krásný. Prosím pak Boha, aby mi odpustil hříchy a přijal mne k sobě."
Rudolf Mareš, z posledního dopisu na rozloučenou, 

## Ludmila Marešová
Po neúspěšném zátahu na Rudolfa Mareše v rodinné vilce na okraji Prahy ve Lhotce-Zálesí (o Velikonocích roku 1940) a jeho „ponoru” do ilegality načas gestapo ztratilo „Lišákovu” stopu a domnívalo se, že Mareš emigroval. Po zatčení plukovníka Josefa Churavého (dne 9. října 1941 ve 21 hodin na pražském nábřeží Na Františku) získalo gestapo jeho zápisky, ze kterých bylo patrno, že Rudolf Mareš neopustil protektorát, ale že pracuje (skrytý v ilegalitě) pro odboj i nadále. Ve snaze zvýšit šanci na jeho dopadení pokusili se neúspěšně zatknout i jeho manželku Ludmilu Marešovou. Té se podařilo uniknout, od října 1941 musela žít v ilegalitě a byla nucena se stále skrývat (mimo jiné i v Poděbradech). 
První noc na útěku strávila Ludmila Marešová u paní Blažkové – dcery biskupa Vančury. Pak se jí ujala Anna Pollertová, která už v té době pobývala v ilegalitě a pracovala jako tajemnice v odbojové organizaci PVVZ.
Zásluhou plzeňské organizace ÚVOD získala Ludmila Marešová věrohodně vypadající falešné osobní doklady na jméno „Anna Sobotková”. Ludmila Marešová se skrývala téměř až do konce války (mimo jiné i na evangelické faře v Prosetíně) i když po zatčení jejího manžela (12. července 1942) po ní gestapo přestalo pátrat. 
Ludmila Marešová válku přežila. Syn Rudolfa a Ludmily Marešových – Tomáš Mareš se po válce stal inženýrem a vystudoval elektrotechniku na ČVUT v Praze.

## Pamětní desky a pomník

### Pamětní deska PVVZ na Praze 2

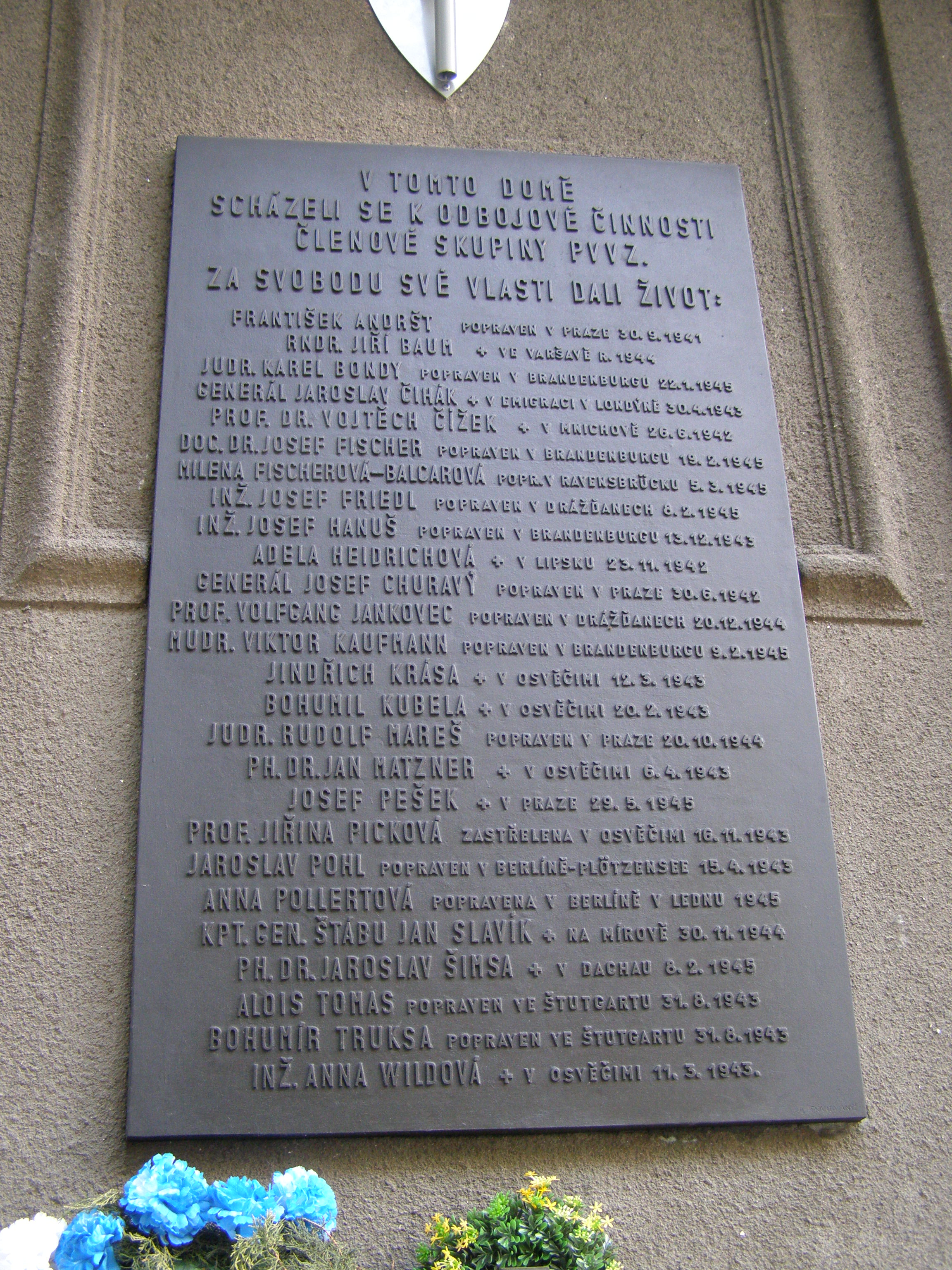
Pamětní deska odbojové
činnosti skupiny PVVZ

V rohovém činžovním domě v Praze 2 na Vinohradech v ulici Anny Letenské 34/7 se za protektorátu odehrála řada schůzek členů PVVZ. Na připomínku těchto aktivit je na domě umístěna pamětní deska se jmény 26 odbojářů. V pořadí 16. (shora) je uveden JUDR. RUDOLF MAREŠ POPRAVEN V PRAZE 20. října 1944.

### Pamětní deska v paláci YMCA

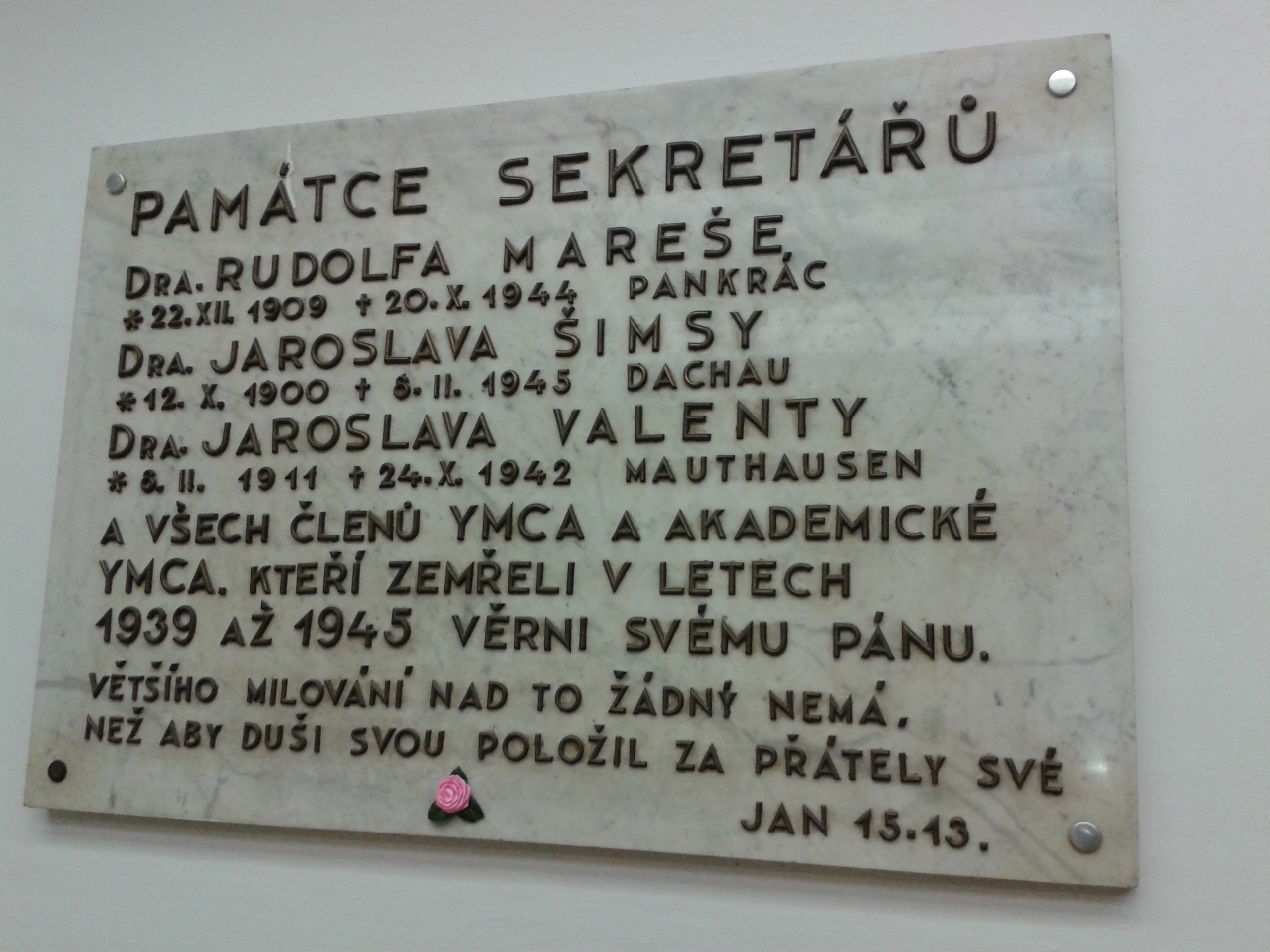
Pamětní deska sekretářům YMCA v paláci YMCA

Pamětní deska "Obětem 2. světové války" je umístěná ve vestibulu paláce YMCA (v budově na adrese: Na Poříčí 1041/12; 110 00 Praha 1 – Nové Město). Pamětní deska připomíná tři sekretáře organizace YMCA, kterými byli: Rudolf Mareš (1909–1944), Jaroslav Šimsa (1900–1945) a Jaroslav Valenta (1911–1942), kteří zemřeli v letech nesvobody 1939 až 1945 a kteří se účastnili protinacistického odboje.

### Pomník ve Štokách

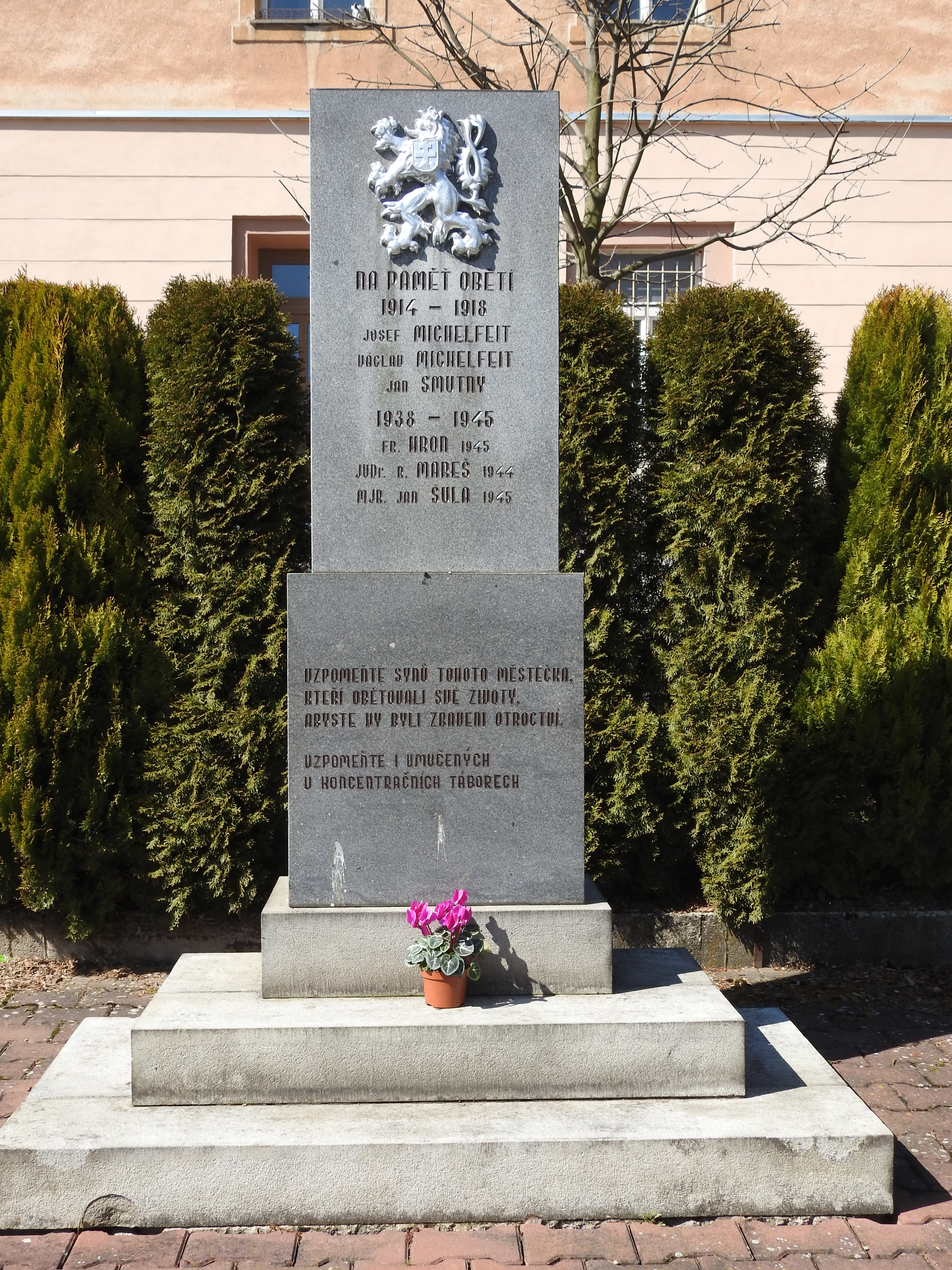
Pomník Obětem 1. a 2. světové války ve Štokách

Jméno Rudolfa Mareše je uvedeno i na pomníku věnovaném obětem 1. a 2. světové války, který se nachází ve veřejném prostoru před poštou ve Štokách
Na pomníku je nápis:
NA PAMĚŤ OBĚTÍ
1914 - 1918
JOSEF MICHELFEIT
VÁCLAV MICHELFEIT
JAN SMUTNÝ
1938 – 1945
FR. HRON. 1945
JUDR. R. MAREŠ 1944
MJR. JAN ŠULA 1945

VZPOMEŇTE SYNŮ TOHOTO MĚSTEČKA,
KTEŘÍ OBĚTOVALI SVÉ ŽIVOTY,
ABYSTE VY BYLI ZBAVENI OTROCTVÍ.

VZPOMEŇTE I UMUČENÝCH
V KONCENTRAČNÍCH TÁBORECH
text na pomníku